# Eduardo Galeano
Eduardo Hughes Galeano (født 3. september 1940 i Montevideo, Uruguay, død 13. april 2015) er en Uruguaysk forfatter.

## Udvalgte værker
- 1963 - Los días siguientes
- 1964 - China
- 1967 - Guatemala, país ocupado
- 1967 - Reportajes
- 1967 - Los fantasmas del día del león y otros relatos
- 1968 - Su majestad el fútbol
- 1971 - Las venas abiertas de América Latina - ISBN 950-895-094-3 - Siglo XXI
- 1971 - Siete imágenes de Bolivia
- 1971 - Violencia y enajenación
- 1972 - Crónicas latinoamericanas
- 1973 - Vagamundo - ISBN 84-7222-307-8
- 1980 - La canción de nosotros - ISBN 84-350-0124-5
- 1977 - Conversaciones con Raimón - ISBN 84-7432-034-8
- 1978 - Días y noches de amor y de guerra - ISBN 84-7222-891-6 - Del Chanchito
- 1980 - La piedra arde
- 1981 - Voces de nuestro tiempo - ISBN 84-8360-237-7
- 1982 - 1986 - Memoria del fuego - ISBN 9974620058 - Del Chanchito
- 1984 - Aventuras de los jóvenes dioses - ISBN 9682320941 - Siglo XXI
- 1985 - Ventana sobre Sandino
- 1985 - Contraseña
- 1986 - La encrucijada de la biodiversidad colombiana
- 1986 - El descubrimiento de América que todavía no fue y otros escritos - ISBN 8476681054 - Editorial Laia
- 1988 - 2002 - El tigre azul y otros artículos - ISBN 9590602118 - Ciencias Sociales (Cuba)
- 1962 - 1987 - Entrevistas y artículos - Ediciones Del Chanchito
- 1989 - El libro de los abrazos - ISBN 9788432306907 - Siglo XXI
- 1989 - Nosotros decimos no - ISBN 84-323-0675-4 - Siglo XXI
- 1990 - América Latina para entenderte mejor
- 1990 - Palabras: antología personal
- 1992 - Ser como ellos y otros artículos - ISBN 9788432307614 - Siglo XXI
- 1993 - Amares - ISBN 84-206-3419-0 - Alianza, España
- 1993 - Las palabras andantes - ISBN 9974620082 - Del Chanchito
- 1994 - Úselo y tírelo - ISBN 9507428518 - Editorial Planeta
- 1995 - El fútbol a sol y sombra - ISBN 9788432311345 - Siglo XXI
- 1998 - Patas arriba: Escuela del mundo al revés - ISBN 9974620147 - Macchi
- 1999 - Carta al ciudadano 6.000 millones - ISBN 84-406-9472-5 - Ediciones B
- 2004 - Bocas del Tiempo - ISBN 978-950-895-160-1 - Catálogos Editora
- 2006 - El Viaje - ISBN 84-96592-55-3
- 2007 - Carta al señor futuro
- 2008 - Patas arriba/ la escuela del mundo al revés - ISBN 950-895-050-1 - Catálogos Editora
- 2008 - Espejos. Una historia casi universal - ISBN 978-987-1492-00-8 - Siglo XXI
- 2011 - Los hijos de los días - ISBN 978-987-629-200-9 - Siglo XXI